# Saloninus
Publius Licinius Cornelius Saloninus Valerianus (c. 242 – 260) 260-ban római császár volt.

## Fiatalkora
Saloninus 242 körül született. Apja a később császárrá koronázott Gallienus, édesanyja a görög származású, Bithüniából származó Cornelia Salonina volt. f 258-ban (testvérével, II. Valerianusszal közösen) édesapja kinevezte őt cézárnak, majd 258 körül meghalt, majd fiát a Gall Császárságba küldte, hogy biztosítsa, édesapja az egyetlen uralkodó ott is, (a ccézár cím a birodalmi nómenklatúrában arra utalt, hogy annak viselője a koronaherceg, és az augustus után első az öröklési sorrendben, így ő is uralkodhat. II. Valeriánhoz hasonlóan – aki felett Ingenuus, Illíria provincia vezetője gyámkodott – Saloninus Silvanus (más elnevezés szerint Albanus prétor prefektus véde,lmét élvezte.Gallícia cézárjaként Saloninus központja a mai Köln helyén volt.

## Uralkodása
John Bray  sejtése szerint nagyapjuk, I. Valerianus ötlete volt, hogy II. Valerianushoz hasonlóan Salominus is cézár legyen. Így egyszerre Valerianus volt a legfelső vezető (augustus), a két cézár nagyapja, és a Licinius dinasztia alapítójaként ő gyakorolta a császári család tagjai felett a patria potestas jogát. Bray szerint Valerianus motivációja az lehetett, hogy biztosítsa az öröklést, és egy tartós uralkodói családot hozzon létre. Nem tudjuk, Valentinus hogyan képzelte el azt, hogy unokája hogy jön ki Galícia éppen aktuális kormányzóival és katonai parancsnokaival. Nincs semmi jele annak, hogy gondolt volna ilyenre, mint korábban Diocletianus, aki harminc évvel később megalkotta a tetrarchiát. Silvanus azonban biztosan tapasztalt katona és adminisztrátor volt, aki felkeltette magára a figyelmet, mikor Saloninus pártfogójaként lényegében ő irányította Galliát. Erre utaltak azok a körülmények is, melyeknek a hatására Postumus római usurperrel közösen távoznia kellett.
Miután bátyja, II. Valerianus római császár 258 körül meghalt, apjuk, Gallienus a fiatal Saloninust caesarrá nevezte ki és Silvanus (Σίλβανός Silbanos / Albanus, Αλβανός Albanos) nevű gyámjával együtt Galliába küldte (illetve ott hagyta).
Alig két évvel később halt meg, amikor a rajnai légiók parancsnoka, Postumus, a későbbi Postumus gall császár Colonia Agrippina (a mai Köln) városát elfoglalta és őt ott gyámjával együtt megölette. 260-ban (valószínűleg júliusban) Silvanus (minden bizonnyal Saloninus nevében) felszólította Postumust, hogy a Germániában zsákmányolt értékek egy részét adja át neki. Ekkor tért haza a csapata azután, hogy Galíciát sikeresen kifosztotta. Postumus azonban fenyegetőleg lépett fel amiatt, hogy bebiztosítsa a távol lévő császárt megillető jogokat, aki sikertelen volt Gallia megvédésében.

## Halála
Gallienus, aki teljesen másutt volt elfoglalva – valószínűleg a Duna középső részén harcolt – nem tehetett semmit fia megmentéséért (ekkorra Saloninus nagyapja, Valerianus vezető császár valószínűleg már a perzsa király I. Sápúr foglya volt). Saloninus csapatai kétségbeesésükben végül császárrá koronázták, talán abban reménykedve, hogy ez arra készteti Postumus seregét, hogy elhagyja őt, és csatlakozzon hozzájuk a Birodalomért – vagyis Valerianus és Gallienus ellen. Ha valóban ez volt a céljuk, csalódniuk kellett az eseményben, mert Postumus serege folytatta az ostromot, és körülbelül egy hónappal később Colonia Agrippina polgárai átadták Saloninust és gyámját ellenségüknek. Postumus ekkor képtelen volt megakadályozni, hogy hadserege meggyilkolja őket. Nyilvánvaló sajnálatának tiltakozása ellenére valószínűtlennek tűnik, hogy Postumus komoly erőfeszítéseket tett, hogy ellenálljon ennek az eseménynek.
Hogy Gallienus valaha is egyetértett-e Valerianus dinasztikus kísérletével, nem ismert. Természetesen Saloninus meggyilkolása, II. Valerianus gyanús halála után, úgy tűnt, kiábrándította Gallienus-t bármilyen ambícióról ebben a tekintetben. Feltételezhetjük, hogy Valerianus édesanyja, Salonina lett volna a legszomorúbb: idősebb fia, II. Valerianus halála Illíriában Ingenuus felügyeletében biztosan úgy tűnt számára, hogy megerősítette az ilyen fajta legsúlyosabb félelmeit. Minden bizonnyal ostobaságnak bizonyult, ha tapasztalatlan fiúkat állítottak túszként és reménykedtek abban, hogy a császári családhoz fűződő viszonyuk elfojtja a tartományi ellenérzéseket a központi kormány észlelt tehetetlensége miatt, hogy a határokat biztosítsa a barbár támadásoktól. Egyetlen évnyi uralkodása alatt Gallienus nem tett erőfeszítéseket, hogy harmadik fiát, Egnatius Marinianust trónra emelje, vagy bármilyen módon társítsa birodalmi kormányához bár megengedte, hogy megválasszák a konzul nagyrészt ceremoniális hivatalába 268-ban.

## Családfája
|                                             |                                             |                                             |                                             |                                             |                                             |  |  | Aulus Egnatius Priscillianus filozófus |                                     |                                     |                                     |                                     |                                     |  |  |                                                                       |                                                                       |                                                                       |                                                                       |                                                                       |                                                                       |  |  |                                                 |                                                 |                                                 |                                                 |                                                 |                                                 |  |  |                                         |                                         |                                         |                                         |                                         |                                         |  |  |                              |                              |                              |                              |                              |                              |  |  |                                       |                                       |                                       |                                       |                                       |                                       |  |  |  |  |  |  |  |  |  |  |
|                                             |                                             |                                             |                                             |                                             |                                             |  |  |                                        |                                     |                                     |                                     |                                     |                                     |  |  |                                                                       |                                                                       |                                                                       |                                                                       |                                                                       |                                                                       |  |  |                                                 |                                                 |                                                 |                                                 |                                                 |                                                 |  |  |                                         |                                         |                                         |                                         |                                         |                                         |  |  |                              |                              |                              |                              |                              |                              |  |  |                                       |                                       |                                       |                                       |                                       |                                       |  |  |  |  |  |  |  |  |  |  |
|                                             |                                             |                                             |                                             |                                             |                                             |  |  |                                        |                                     |                                     |                                     |                                     |                                     |  |  |                                                                       |                                                                       |                                                                       |                                                                       |                                                                       |                                                                       |  |  |                                                 |                                                 |                                                 |                                                 |                                                 |                                                 |  |  |                                         |                                         |                                         |                                         |                                         |                                         |  |  |                              |                              |                              |                              |                              |                              |  |  |                                       |                                       |                                       |                                       |                                       |                                       |  |  |  |  |  |  |  |  |  |  |
| Quintus Egnatius Proculus consul suffectus  | Quintus Egnatius Proculus consul suffectus  | Quintus Egnatius Proculus consul suffectus  | Quintus Egnatius Proculus consul suffectus  | Quintus Egnatius Proculus consul suffectus  | Quintus Egnatius Proculus consul suffectus  |  |  | Lucius Egnatius Victor                 | Lucius Egnatius Victor              | Lucius Egnatius Victor              | Lucius Egnatius Victor              | Lucius Egnatius Victor              | Lucius Egnatius Victor              |  |  |                                                                       |                                                                       |                                                                       |                                                                       |                                                                       |                                                                       |  |  |                                                 |                                                 |                                                 |                                                 |                                                 |                                                 |  |  |                                         |                                         |                                         |                                         |                                         |                                         |  |  |                              |                              |                              |                              |                              |                              |  |  |                                       |                                       |                                       |                                       |                                       |                                       |  |  |  |  |  |  |  |  |  |  |
| Quintus Egnatius Proculus consul suffectus  | Quintus Egnatius Proculus consul suffectus  | Quintus Egnatius Proculus consul suffectus  | Quintus Egnatius Proculus consul suffectus  | Quintus Egnatius Proculus consul suffectus  | Quintus Egnatius Proculus consul suffectus  |  |  | Lucius Egnatius Victor                 | Lucius Egnatius Victor              | Lucius Egnatius Victor              | Lucius Egnatius Victor              | Lucius Egnatius Victor              | Lucius Egnatius Victor              |  |  |                                                                       |                                                                       |                                                                       |                                                                       |                                                                       |                                                                       |  |  |                                                 |                                                 |                                                 |                                                 |                                                 |                                                 |  |  |                                         |                                         |                                         |                                         |                                         |                                         |  |  |                              |                              |                              |                              |                              |                              |  |  |                                       |                                       |                                       |                                       |                                       |                                       |  |  |  |  |  |  |  |  |  |  |
|                                             |                                             |                                             |                                             |                                             |                                             |  |  |                                        |                                     |                                     |                                     |                                     |                                     |  |  |                                                                       |                                                                       |                                                                       |                                                                       |                                                                       |                                                                       |  |  |                                                 |                                                 |                                                 |                                                 |                                                 |                                                 |  |  |                                         |                                         |                                         |                                         |                                         |                                         |  |  |                              |                              |                              |                              |                              |                              |  |  |                                       |                                       |                                       |                                       |                                       |                                       |  |  |  |  |  |  |  |  |  |  |
| Egnatius Victor Marinianus consul suffectus | Egnatius Victor Marinianus consul suffectus | Egnatius Victor Marinianus consul suffectus | Egnatius Victor Marinianus consul suffectus | Egnatius Victor Marinianus consul suffectus | Egnatius Victor Marinianus consul suffectus |  |  | 1.Mariniana                            | 1.Mariniana                         | 1.Mariniana                         | 1.Mariniana                         | 1.Mariniana                         | 1.Mariniana                         |  |  | Valerianus római császár római császár 253-260                        | Valerianus római császár római császár 253-260                        | Valerianus római császár római császár 253-260                        | Valerianus római császár római császár 253-260                        | Valerianus római császár római császár 253-260                        | Valerianus római császár római császár 253-260                        |  |  | 2.Cornelia Gallonia                             | 2.Cornelia Gallonia                             | 2.Cornelia Gallonia                             | 2.Cornelia Gallonia                             | 2.Cornelia Gallonia                             | 2.Cornelia Gallonia                             |  |  |                                         |                                         |                                         |                                         |                                         |                                         |  |  |                              |                              |                              |                              |                              |                              |  |  |                                       |                                       |                                       |                                       |                                       |                                       |  |  |  |  |  |  |  |  |  |  |
| Egnatius Victor Marinianus consul suffectus | Egnatius Victor Marinianus consul suffectus | Egnatius Victor Marinianus consul suffectus | Egnatius Victor Marinianus consul suffectus | Egnatius Victor Marinianus consul suffectus | Egnatius Victor Marinianus consul suffectus |  |  | 1.Mariniana                            | 1.Mariniana                         | 1.Mariniana                         | 1.Mariniana                         | 1.Mariniana                         | 1.Mariniana                         |  |  | Valerianus római császár római császár 253-260                        | Valerianus római császár római császár 253-260                        | Valerianus római császár római császár 253-260                        | Valerianus római császár római császár 253-260                        | Valerianus római császár római császár 253-260                        | Valerianus római császár római császár 253-260                        |  |  | 2.Cornelia Gallonia                             | 2.Cornelia Gallonia                             | 2.Cornelia Gallonia                             | 2.Cornelia Gallonia                             | 2.Cornelia Gallonia                             | 2.Cornelia Gallonia                             |  |  |                                         |                                         |                                         |                                         |                                         |                                         |  |  |                              |                              |                              |                              |                              |                              |  |  |                                       |                                       |                                       |                                       |                                       |                                       |  |  |  |  |  |  |  |  |  |  |
|                                             |                                             |                                             |                                             |                                             |                                             |  |  |                                        |                                     |                                     |                                     |                                     |                                     |  |  |                                                                       |                                                                       |                                                                       |                                                                       |                                                                       |                                                                       |  |  |                                                 |                                                 |                                                 |                                                 |                                                 |                                                 |  |  |                                         |                                         |                                         |                                         |                                         |                                         |  |  |                              |                              |                              |                              |                              |                              |  |  |                                       |                                       |                                       |                                       |                                       |                                       |  |  |  |  |  |  |  |  |  |  |
|                                             |                                             |                                             |                                             |                                             |                                             |  |  |                                        |                                     |                                     |                                     |                                     |                                     |  |  |                                                                       |                                                                       |                                                                       |                                                                       |                                                                       |                                                                       |  |  |                                                 |                                                 |                                                 |                                                 |                                                 |                                                 |  |  |                                         |                                         |                                         |                                         |                                         |                                         |  |  |                              |                              |                              |                              |                              |                              |  |  |                                       |                                       |                                       |                                       |                                       |                                       |  |  |  |  |  |  |  |  |  |  |
| previous Aemilianus római császár 253       | previous Aemilianus római császár 253       | previous Aemilianus római császár 253       | previous Aemilianus római császár 253       | previous Aemilianus római császár 253       | previous Aemilianus római császár 253       |  |  |                                        |                                     |                                     |                                     |                                     |                                     |  |  | (1) Gallienus római császár római császár 253-268 ∞ Cornelia Salonina | (1) Gallienus római császár római császár 253-268 ∞ Cornelia Salonina | (1) Gallienus római császár római császár 253-268 ∞ Cornelia Salonina | (1) Gallienus római császár római császár 253-268 ∞ Cornelia Salonina | (1) Gallienus római császár római császár 253-268 ∞ Cornelia Salonina | (1) Gallienus római császár római császár 253-268 ∞ Cornelia Salonina |  |  | (2) Valerianus Minor consul suffectus           | (2) Valerianus Minor consul suffectus           | (2) Valerianus Minor consul suffectus           | (2) Valerianus Minor consul suffectus           | (2) Valerianus Minor consul suffectus           | (2) Valerianus Minor consul suffectus           |  |  | Claudius Gothicus római császár 268-270 | Claudius Gothicus római császár 268-270 | Claudius Gothicus római császár 268-270 | Claudius Gothicus római császár 268-270 | Claudius Gothicus római császár 268-270 | Claudius Gothicus római császár 268-270 |  |  | Quintillus római császár 270 | Quintillus római császár 270 | Quintillus római császár 270 | Quintillus római császár 270 | Quintillus római császár 270 | Quintillus római császár 270 |  |  | next Aurelianus római császár 270-275 | next Aurelianus római császár 270-275 | next Aurelianus római császár 270-275 | next Aurelianus római császár 270-275 | next Aurelianus római császár 270-275 | next Aurelianus római császár 270-275 |  |  |  |  |  |  |  |  |  |  |
| previous Aemilianus római császár 253       | previous Aemilianus római császár 253       | previous Aemilianus római császár 253       | previous Aemilianus római császár 253       | previous Aemilianus római császár 253       | previous Aemilianus római császár 253       |  |  |                                        |                                     |                                     |                                     |                                     |                                     |  |  | (1) Gallienus római császár római császár 253-268 ∞ Cornelia Salonina | (1) Gallienus római császár római császár 253-268 ∞ Cornelia Salonina | (1) Gallienus római császár római császár 253-268 ∞ Cornelia Salonina | (1) Gallienus római császár római császár 253-268 ∞ Cornelia Salonina | (1) Gallienus római császár római császár 253-268 ∞ Cornelia Salonina | (1) Gallienus római császár római császár 253-268 ∞ Cornelia Salonina |  |  | (2) Valerianus Minor consul suffectus           | (2) Valerianus Minor consul suffectus           | (2) Valerianus Minor consul suffectus           | (2) Valerianus Minor consul suffectus           | (2) Valerianus Minor consul suffectus           | (2) Valerianus Minor consul suffectus           |  |  | Claudius Gothicus római császár 268-270 | Claudius Gothicus római császár 268-270 | Claudius Gothicus római császár 268-270 | Claudius Gothicus római császár 268-270 | Claudius Gothicus római császár 268-270 | Claudius Gothicus római császár 268-270 |  |  | Quintillus római császár 270 | Quintillus római császár 270 | Quintillus római császár 270 | Quintillus római császár 270 | Quintillus római császár 270 | Quintillus római császár 270 |  |  | next Aurelianus római császár 270-275 | next Aurelianus római császár 270-275 | next Aurelianus római császár 270-275 | next Aurelianus római császár 270-275 | next Aurelianus római császár 270-275 | next Aurelianus római császár 270-275 |  |  |  |  |  |  |  |  |  |  |
|                                             |                                             |                                             |                                             |                                             |                                             |  |  |                                        |                                     |                                     |                                     |                                     |                                     |  |  |                                                                       |                                                                       |                                                                       |                                                                       |                                                                       |                                                                       |  |  |                                                 |                                                 |                                                 |                                                 |                                                 |                                                 |  |  |                                         |                                         |                                         |                                         |                                         |                                         |  |  |                              |                              |                              |                              |                              |                              |  |  |                                       |                                       |                                       |                                       |                                       |                                       |  |  |  |  |  |  |  |  |  |  |
|                                             |                                             |                                             |                                             |                                             |                                             |  |  | II. Valerianus római császár caesar    | II. Valerianus római császár caesar | II. Valerianus római császár caesar | II. Valerianus római császár caesar | II. Valerianus római császár caesar | II. Valerianus római császár caesar |  |  | Saloninus co-emperor                                                  | Saloninus co-emperor                                                  | Saloninus co-emperor                                                  | Saloninus co-emperor                                                  | Saloninus co-emperor                                                  | Saloninus co-emperor                                                  |  |  | Publius Licinius Egnatius Marinianus consul 268 | Publius Licinius Egnatius Marinianus consul 268 | Publius Licinius Egnatius Marinianus consul 268 | Publius Licinius Egnatius Marinianus consul 268 | Publius Licinius Egnatius Marinianus consul 268 | Publius Licinius Egnatius Marinianus consul 268 |  |  |                                         |                                         |                                         |                                         |                                         |                                         |  |  |                              |                              |                              |                              |                              |                              |  |  |                                       |                                       |                                       |                                       |                                       |                                       |  |  |  |  |  |  |  |  |  |  |